# Kempynus falcatus
Kempynus falcatus is een insect uit de familie watergaasvliegen (Osmylidae), die tot de orde netvleugeligen (Neuroptera) behoort. 
Kempynus falcatus is voor het eerst wetenschappelijk beschreven door Navás in 1912. De soort komt voor in Argentinië en Chili.